# Je reviens te chercher
Je reviens te chercher est une chanson interprétée par Gilbert Bécaud en 1968.

## Histoire
Je reviens te chercher est une chanson romantique écrite par Pierre Delanoë et Gilbert Bécaud. 
À la suite d'une brouille avec sa compagne, la top-model américaine Kitty St-John, Gilbert Bécaud demande à Pierre Delanoë d'écrire une des rares chansons autobiographiques du chanteur. Commencée en mai 1967, la chanson est créée sur scène lors d'un récital à Saint-Malo le 13 août 1967. Il s'agit du premier enregistrement publié sous l'étiquette Dimensions, le label fondé par Gilbert Bécaud. Il enregistrera une version anglaise What's the good of goodbye, une version italienne Son tornato da te, une version espagnole Volvere a buscarte et une version allemande Dieser Weg Führt Zu Dir.
Offerte à Dalida, peu après sa première tentative de suicide à la suite de la mort de son amoureux Luigi Tenco en version féminine, elle enregistre également une adaptation en italien Son tornata da te.
Il existe plusieurs adaptations dans différentes langues (anglais, grec, italien, finnois...). L'artiste japonais Kiyoshi Hasegawa la chante dans sa langue en novembre 1970. De très nombreuses reprises existent notamment en français par Tony Roman au Québec en 1969, Hervé Vilard en 1970, Ginette Reno en 1968 notamment car elle en enregistre plusieurs versions, par Franck Pourcel en version instrumentale en 1972, la portugaise Simone en 1992, le hongrois Attila Bardóczy, l'espagnole Luz Casal en 2011, la québécoise Terez Montcalm en 2013, le québécois Mario Pelchat en 2015, Gilbert Montagné en 2016, Isabelle Georges en 2022...etc.
Le titre est redécouvert après la mort de ses auteurs grâce au cinéma et à la publicité télévisée. En 2021, il est repris par Catherine Ringer, Anne Sila ou encore Julien Clerc.

## Dans la culture
Sauf indication contraire, les informations mentionnées dans cette section peuvent être confirmées par le générique de fin de l'œuvre audiovisuelle présentée ici, ainsi que par la base de données cinématographiques IMDb,  présente dans la section « Liens externes ».
- Dans le film Fauteuils d'orchestre réalisé en 2006 par Danièle Thompson, Dani écoute souvent cette chanson dans son baladeur. De plus, Cali interprète la chanson pendant le générique de fin.
- En 2011, dans le film Les Lyonnais, une séance de torture se déroule au son de cette chanson.
- Dans le film L'Art de la fugue réalisé par Brice Cauvin et sorti en 2015 en France, on peut voir Agnès Jaoui et Benjamin Biolay visionner sur un ordinateur une interprétation de la chanson par Gilbert Bécaud dans une émission de télévision.
- En 2017, dans Monsieur et Madame Adelman, à la 95e minute du film.
- En 2020 et 2021, dans le cadre de la promotion du vaccin contre la Covid-19, elle est utilisée dans des spots publicitaires :
  - en faveur de la réouverture des salles de cinéma qui ont dû fermer ;
  - en faveur des personnes âgées, alors prioritaires pour la vaccination.